# Chloe Cole

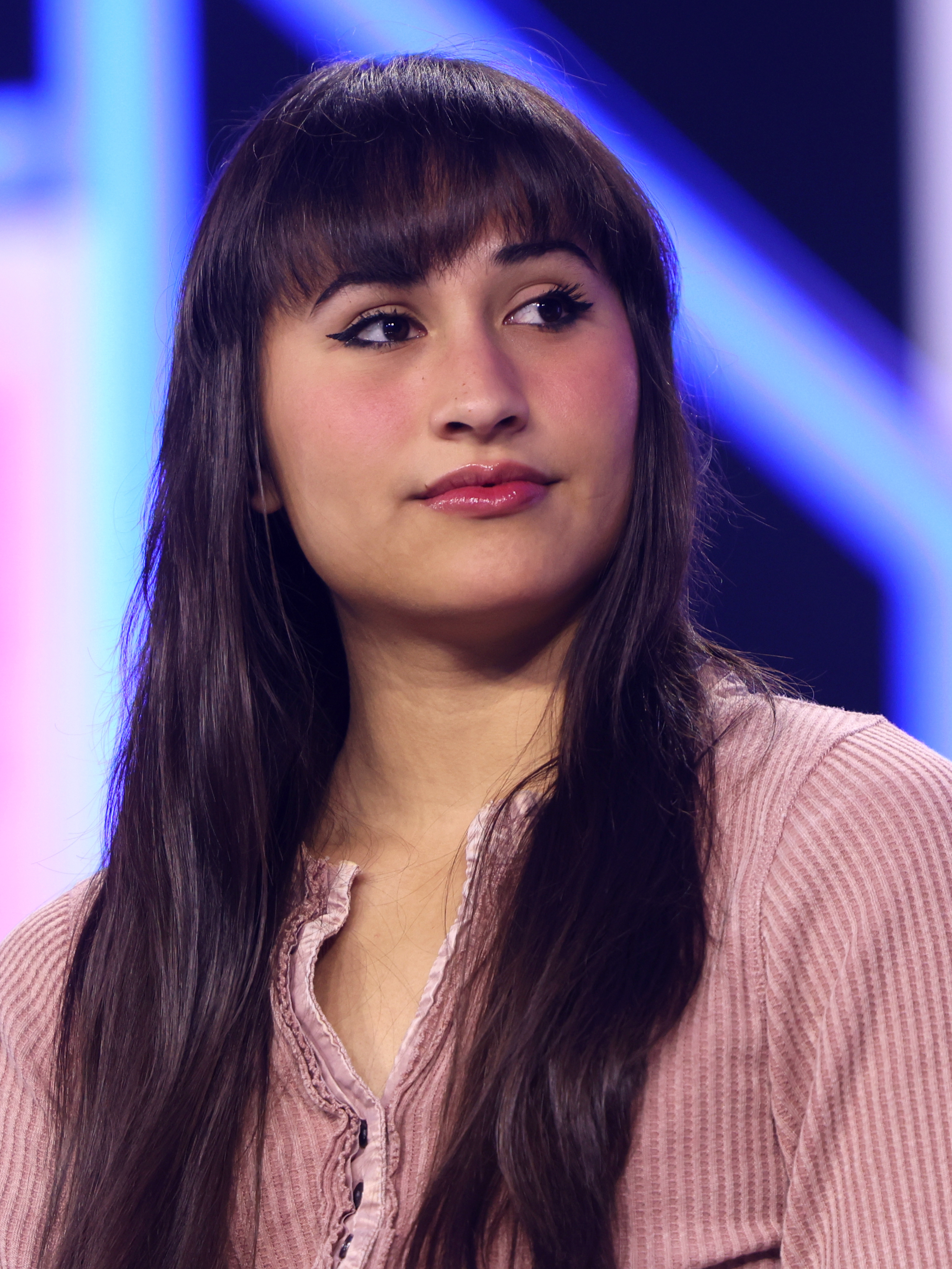

Chloe Cole (Central Valley, 27 juli 2004) is een Amerikaanse activiste die zich verzet tegen genderbevestigende zorg voor minderjarigen en pleit voor een verbod op dergelijke zorg, nadat ze zelf in detransitie is gegaan.

## Biografie
Cole werd geboren in Californië. Als kind leed ze onder mentale klachten, die al op de leeftijd van 7 gediagnosticeerd werden in het autismespectrum.
Cole beweert dat zij op de leeftijd van 9 gediagnosticeerd werd met genderdysforie en vervolgens van haar 13e tot haar 17e werd behandeld door de Kaiser Permanente-kliniek in San Francisco Bay Area. Op haar 13e begon ze met haar transitie met puberteitsremmers, testosteron en later een dubbele mastectomie.
Na een paar jaar kreeg ze spijt van haar transitie. Op haar zeventiende ging ze in detransitie en ze beschrijft zichzelf sindsdien als een 'voormalig transgenderkind'.

## Activisme
In november 2022 spande Chloe Cole in de Verenigde Staten als eerste persoon-in-detransitie een rechtszaak aan tegen een ziekenhuis en de medische groep die haar de gendertransitiebehandelingen gaven toen ze minderjarig was.
Ze treedt veelal met conservatieve politici en activisten als Matt Walsh op in de media, om dergelijke verboden te ondersteunen en te bepleiten. Cole kreeg in juli 2023 bij het Amerikaans Congres ruimte om toelichting te geven over transgender jongeren en spijt bij genderbevestigende zorg.